# Лоусия
Лоусия (устар. Лоуси-Я) — река в Советском районе Ханты-Мансийского автономного округа. Устье находится в 103 км от устья реки Воръя по правому берегу. Длина реки составляет 75 км, площадь водосборного бассейна — 677 км². В 14 км по правому берегу впадает приток Хоныхунэхумсос, в 44 км — Хотангпитинъя.

## Данные водного реестра
По данным государственного водного реестра России относится к Нижнеобскому бассейновому округу, водохозяйственный участок реки — Северная Сосьва, речной подбассейн реки — Северная Сосьва. Речной бассейн реки — (Нижняя) Обь от впадения Иртыша.
Код объекта в государственном водном реестре — 15020200112115300024543.